# 岐阜県道346号富加坂祝線
岐阜県道346号富加坂祝線（ぎふけんどう346ごう とみかさかほぎせん）とは、岐阜県加茂郡富加町と岐阜県加茂郡坂祝町を結ぶ一般県道である。

## 概要
岐阜県加茂郡富加町滝田のタウンホール前交差点（岐阜県道97号富加七宗線交点）が起点。起点から南に進み、国道418号と交差し、まもなく美濃加茂市に入る。長良川鉄道の踏切を越えて、加茂野駅前を通過する。しばらくして加茂郡坂祝町に入り、国道248号太田バイパスと交差し、さらに南下する。坂祝町勝山で国道21号坂祝バイパス勝山IC入口を通過し、勝山西交差点（岐阜県道207号各務原美濃加茂線交点）が終点。

### 路線データ
- 起点：岐阜県加茂郡富加町滝田 タウンホール前交差点（岐阜県道97号富加七宗線交点）
- 終点：岐阜県加茂郡坂祝町勝山字前田93番3地先 勝山西交差点（岐阜県道207号各務原美濃加茂線交点）
- 延長：7.671km

## 歴史
- 2018年（平成30年）3月31日：終点が坂祝町深萱字北大洞178番2地先（岐阜県道345号坂祝関線[注 1]交点）から坂祝町勝山字前田93番3地先（岐阜県道207号各務原美濃加茂線交点）に変更される[1]。

## 地理
起点付近に川浦川（木曽川水系津保川支流）が流れる。また途中、蜂屋川（木曽川水系津保川支流）を渡る。

### 通過する自治体
- 岐阜県
  - 加茂郡
    - 富加町

  - 美濃加茂市
  - 加茂郡
    - 坂祝町

### 交差する道路
- 岐阜県道97号富加七宗線（富加町・タウンホール前交差点）
- 国道418号（富加町・下羽生交差点）
- 国道248号太田バイパス（坂祝町・黒岩北交差点）
- 国道21号坂祝バイパス（坂祝町勝山・勝山I.C入口交差点）
- 岐阜県道367号勝山山田線（坂祝町勝山・勝山I.C入口交差点）
- 岐阜県道207号各務原美濃加茂線（坂祝町勝山・勝山西交差点）

### 周辺
- 富加町役場
- タウンホールとみか
- 美濃加茂市富加町中学校組合立双葉中学校
- 長良川鉄道越美南線加茂野駅
- 中日本自動車短期大学
- 坂祝町立ふれあいプール